# Wierdense Revue
De Wierdense Revue was een revuegezelschap uit Wierden dat vooral in het oosten van Nederland grote successen had. Ook daarbuiten waren de theatershows populair. Het gezelschap ontstond in 1951 uit amateurrevues die ten gunste van het Rode Kruis werden georganiseerd.

## Geschiedenis
Het gezelschap bestond uit Gerhard Höften (1924-1986), Albert Paauwe (1923-1997), Miep Sanderman-Vrieze (1928-2002) en Joke Wanschers-Eshuis (1920-2001) en Greeth Wassink-Rutgers (1924-2016). Op het programma stonden sketches en liedjes in het Twentse dialect, waarbij veel herkenbare situaties voorbijkwamen, het decorontwerp was van Gé Madern.
Höften en Wanschers speelden het echtpaar Graads en Dika. Sanderman was Dika's inwonende moeder Moo en Paauwe speelde tal van kleine rollen, waaronder die van buurman Hennik. Moo werd eerst gespeeld door Wassink, vanaf 1971 tot 1993 door Sanderman.
Na de dood van Höften in 1986 ging het gezelschap door. Toen Sanderman ernstig ziek werd en in een verpleeghuis moest worden opgenomen, bleven Paauwe en Wanschers samen over. Wassink heeft toen haar rentree gemaakt en tot het einde van de Revue de rol van Moo vervuld. Vlak voor een jubileumvoorstelling in het Theaterhotel Almelo in 1997 overleed Paauwe onverwachts, waardoor er een abrupt einde aan de Revue kwam.
Bij wijze van afscheid zond het NPS-programma Van Gewest tot Gewest op 1 maart 1998 een reportage uit onder de titel Afscheid van de Wierdense Revue. Geïnterviewd werden Joke Wanschers, Thea Kroeze (van het Van Deinse Instituut) en cabaretier Herman Finkers.
Wanschers was in haar laatste levensjaren nog met enige regelmaat te horen en te zien in dialectprogramma's op radio en televisie en zong nog een duet met Finkers. Finkers zei ooit over de Wierdense Revue: "Als de Wierdense Revue in het theater stond, dan zat de gewone man in de zaal op plaatsen waar je anders alleen de dokter en de notaris zag. En die waren er niet als de Wierdense Revue optrad!"
In 1999 kreeg de revue een opvolger onder de naam Wierden Geet Vedan . In 2010 en 2011 trokken Jan Riesewijk, Marijke Hovestad, Gert Jan Oplaat en Anita Bolink langs theaters in Overijssel en Gelderland met de voorstelling Ode aan de Wierdense Revue.

## Prijzen
In 1990 kreeg toneelspeelster Wanschers de Johanna van Burenprijs, de prijs voor streekcultuur. Deze prijs is genoemd naar de streekdichteres uit Hellendoorn en wordt sinds 1981 om de drie jaar uitgereikt. Eerdere winnaars waren onder anderen dichter Willem Wilmink (1987) en hoogleraar Anne van der Meiden (1996).

## Muzikale begeleiding
De muzikale begeleiding werd verzorgd door organiste Marion Haverkort-Paauwe (dochter van Albert Paauwe) en het Tucker Combo onder leiding van Freddy Golden.

## Theatervoorstellingen (incompleet)
- 1951 - De Zon in je Hart[2]
- 1952 - Loat pleern wiej goat
- 1953-1954 -Neet dat benöwde
- 1978 - Neet dat benöwde
- 1980 - Iej blieft lachen
- 1981 - Aait trammelant
- 1982 - Wiej doot dom vedan
- 1983 - Wat geet d'r weer of
- 1986 - Doar geet 't weer hen

## Lp's
- 1978 - Neet dat benöwde
- 1979 - Jongs doar zi'w dan weer
- 1980 - Iej blieft lachen
- 1981 - Aait trammelant
- 1982 - Wiej doot dom vedan
- 1983 - Wat geet d'r weer of
- 1984 - Loat ma kuul'n
- 1985 - 't Löp wa lös
- 1986 - Doar geet 't weer hen

## Cd's
- Wiej doot dom vedan
- Jongs doar zi'w dan weer
- Foi foi wat is't wat
- Neet Dat Benöwde - Hoogtepunten Uit De 70-Jaren
- Doar Geet 't Weer Hen